# Pioggia (film 1929)
Pioggia è un documentario del 1929, diretto da Joris Ivens e Mannus Franken. Il film fu proiettato in Italia nella serata finale della 1ª Mostra internazionale d'arte cinematografica di Venezia, il 21 agosto 1932.

## Trama
Il film descrive lo scatenarsi e lo sviluppo di un improvviso temporale nella città di Amsterdam. Battelli solcano le acque dei canali, giochi di luce zigzagano sulle mercanzie trasportate dai carretti, il vento scuote gli alberi e fa svolazzare la biancheria stesa, voli di uccelli o di aerei zebrano il cielo, imposte e vetri sbattono. Si aprono ombrelli, le gocce d'acqua schizzano sulle pozzanghere, gli pneumatici lasciano impronte profonde sul suolo reso fangoso dalla pioggia. L'acqua ruscella dai tubi di scarico.

## La critica
Il film è stato definito un cine-poema. La struttura e il movimento del film sono definiti esclusivamente dal ritmo della pioggia e dalle sue manifestazioni. "Le immagini rubate delle persone-oggetti riprese in piani non ortodossi e con angolazioni ardite, le inquadrature dall'alto delle masse di ombrelli, la specularità delle immagini riflesse nelle pozzanghere, la trasparenza opaca ed umida attraverso i vetri del tram rafforzano la trasfigurazione della realtà. [...] L'atmosfera lirico-impressionistica è data dalla capacità di carpire i dettagli di una minuta realtà con le sue sottili, sfumate variazioni. Con minime diversità di luoghi ed elementi...Ivens gioca sugli effetti resi possibili dalla tecnica di ripresa e della pellicola. Gli stessi luoghi sono ripetuti prima durante e dopo il temporale con diverse rese tonali. Questa ricerca della ripetizione lo costringe ad un'indagine sempre più intima della realtà".

## Ivens racconta
"Il sole batte sulle case, sui canali, sulla gente che si affolla per le strade. Si alza un leggero vento e le prime gocce di pioggia cominciano a cadere sull'acqua dei canali. L'acquazzone aumenta di intensità..." Per quattro mesi sta in agguato con le sue macchine da presa per poter poi comporre col materiale girato il suo poema sulla pioggia.